# リール国際博覧会
リール国際博覧会（リールこくさいはくらんかい, International Exhibition of Textile, Lille Expo 1951）は、1951年4月28日から5月20日までフランスのリールで開催された国際博覧会（特別博）である。22ヶ国が参加し、会期中150万人が参加した。